# I-League 2012-2013
L'I League 2012-2013 è  stata la sesta edizione della I-League, il campionato professionistico indiano di calcio per club, dalla sua istituzione nel 2007.. La stagione è cominciata il 6 ottobre 2012.
Il Dempo S.C. è la squadra campione in carica.

## Squadre partecipanti
| Squadra            | Città                | Stadio                  |
| ------------------ | -------------------- | ----------------------- |
| Air India          | Mumbai, Maharashtra  | Balewadi Sports Complex |
| Churchill Brothers | Salcette, Goa        | Fatorda Stadium         |
| Dempo              | Panjim, Goa          | Fatorda Stadium         |
| East Bengal        | Kolkata, West Bengal | Salt Lake Stadium       |
| Goa                | Panjim, Goa          | Fatorda Stadium         |
| Mohun Bagan        | Kolkata, West Bengal | Salt Lake Stadium       |
| Mumbai             | Mumbai, Maharashtra  | Balewadi Sports Complex |
| ONGC               | Mumbai, Maharashtra  | Ambedkar Stadium        |
| Palian Arrows      | Kolkata, West Bengal | Salt Lake Stadium       |
| Prayag United      | Kolkata, West Bengal | Salt Lake Stadium       |
| Pune               | Pune, Maharashtra    | Balewadi Sports Complex |
| Salgaocar          | Vasco da Gama, Goa   | Fatorda Stadium         |
| Shillong Lajong    | Shillong, Meghalaya  | Nehru Stadium           |
| Utd Sikkim         | Gangtok, Sikkim      | Paljor Stadium          |

## Calciatori stranieri
| Squadra            | Giocatore 1                                                | Giocatore 2                                                | Giocatore 3                                                | Giocatore asiatico                                         |
| ------------------ | ---------------------------------------------------------- | ---------------------------------------------------------- | ---------------------------------------------------------- | ---------------------------------------------------------- |
| Air India          | Henry Ezeh                                                 | Lamine Tamba                                               | Junior Obagbemiro                                          | Nessuno                                                    |
| Churchill Brothers | Henry Antchouet                                            | Beto                                                       | Akram Moghrabi                                             | Bilal Najjarin                                             |
| Dempo              | Koko Sakibo                                                | Rohan Ricketts                                             | Stephen Ofei                                               | Ryuji Sueoka                                               |
| East Bengal        | Uga Okpara                                                 | Penn Orji                                                  | Chidi Edeh                                                 | Nessuno                                                    |
| Mohun Bagan        | Odafe Onyeka Okolie                                        | Stanley Okoroigwe                                          | Echezona Anyichie                                          | Tolgay Özbey                                               |
| Mumbai             | David Opara                                                | Yusif Yakubu                                               | Evans Quao                                                 | Zohib Amiri                                                |
| ONGC               | Oneyama Eke                                                | Hassan Odeola                                              | Eric Brown                                                 | Katsumi Yusa                                               |
| Pailan Arrows      | Pailan Arrows non ha giocatori stranieri nella sua squadra | Pailan Arrows non ha giocatori stranieri nella sua squadra | Pailan Arrows non ha giocatori stranieri nella sua squadra | Pailan Arrows non ha giocatori stranieri nella sua squadra |
| Prayag United      | Bello Razaq                                                | Ranti Martins                                              | Carlos Hernández                                           | Kayne Vincent                                              |
| Pune               | Chika Wali                                                 | Pierre Djidjia Douhou                                      | James Moga                                                 | Daisuke Nishiguchi                                         |
| Salgaocar          | Luciano Sabrosa                                            | Quinton Jacobs                                             | Nessuno                                                    | Ángel Guirado                                              |
| Shillong Lajong    | Gbeneme Friday                                             | Ebi Sukore                                                 | Nessuno                                                    | Minchol Son                                                |
| Sporting Goa       | Ogba Kalu Nnanna                                           | Boubacar Keita                                             | Anoure Obiora                                              | Seiya Sugishita                                            |
| United Sikkim      | Salau Nuruddin                                             | Michael Rodríguez                                          | Dosseh Attivi                                              | Yoon Tae                                                   |

## Classifica
|                  | Pos. | Squadra            | Pt | G  | V  | N  | P  | GF | GS | DR  |
| ---------------- | ---- | ------------------ | -- | -- | -- | -- | -- | -- | -- | --- |
| India (bandiera) | 1.   | Churchill Brothers | 55 | 26 | 16 | 7  | 3  | 56 | 22 | +34 |
|                  | 2.   | Pune               | 52 | 26 | 16 | 4  | 6  | 53 | 26 | +27 |
|                  | 3.   | East Bengal        | 47 | 26 | 13 | 8  | 5  | 44 | 18 | +26 |
|                  | 4.   | Prayag United      | 44 | 26 | 13 | 5  | 8  | 55 | 35 | +20 |
|                  | 5.   | Dempo              | 40 | 26 | 11 | 7  | 8  | 45 | 33 | +12 |
|                  | 6.   | Goa                | 35 | 26 | 9  | 8  | 9  | 36 | 41 | −5  |
|                  | 7.   | Salgaocar          | 33 | 26 | 9  | 6  | 11 | 34 | 29 | +5  |
|                  | 8.   | Mumbai             | 32 | 26 | 8  | 8  | 10 | 36 | 42 | −6  |
|                  | 9.   | ONGC               | 31 | 26 | 7  | 10 | 9  | 30 | 40 | −10 |
|                  | 10.  | Mohun Bagan        | 29 | 26 | 11 | 8  | 7  | 40 | 34 | +6  |
|                  | 11.  | Shillong Lajong    | 28 | 26 | 6  | 10 | 10 | 26 | 40 | −14 |
|                  | 12.  | Palian Arrows      | 23 | 26 | 6  | 5  | 15 | 25 | 45 | −20 |
|                  | 13.  | Air India          | 19 | 26 | 4  | 7  | 15 | 28 | 63 | −35 |
|                  | 14.  | Utd Sikkim         | 15 | 26 | 2  | 9  | 15 | 23 | 63 | −40 |

Legenda:

      Campione dell'I-League, ammessa alla Coppa dell'AFC 2014

      Ammessa ai playoff di AFC Champions League 2014

      Retrocessa in I-League 2nd Division.

## Capocannonieri
| Pos | Giocatore           | Squadra            | Reti |
| --- | ------------------- | ------------------ | ---- |
| 1   | Ranti Martins       | Prayag United      | 11   |
| 2   | Ryuji Sueoka        | Dempo              | 6    |
| 3   | Beto                | Churchill Brothers | 5    |
| 3   | Odafe Onyeka Okolie | Mohun Bagan        | 5    |
| 4   | Akram Moghrabi      | Churchill Brothers | 4    |
| 6   | Holicharan Narzary  | Pailan Arrows      | 3    |
| 6   | Gbeneme Friday      | Shillong Lajong    | 3    |
| 6   | Clifford Miranda    | Dempo              | 3    |
| 6   | David Opara         | Mumbai             | 3    |
| 6   | Chidi Edeh          | East Bengal        | 3    |